# Ámbul
Ámbul é uma comuna da província de Córdoba, na Argentina.